# Казе Миљијардо (Месина)
Казе Миљијардо је насеље у Италији у округу Месина, региону Сицилија.
Према процени из 2011. у насељу је живело 66 становника. Насеље се налази на надморској висини од 500 м.